# Seeztal

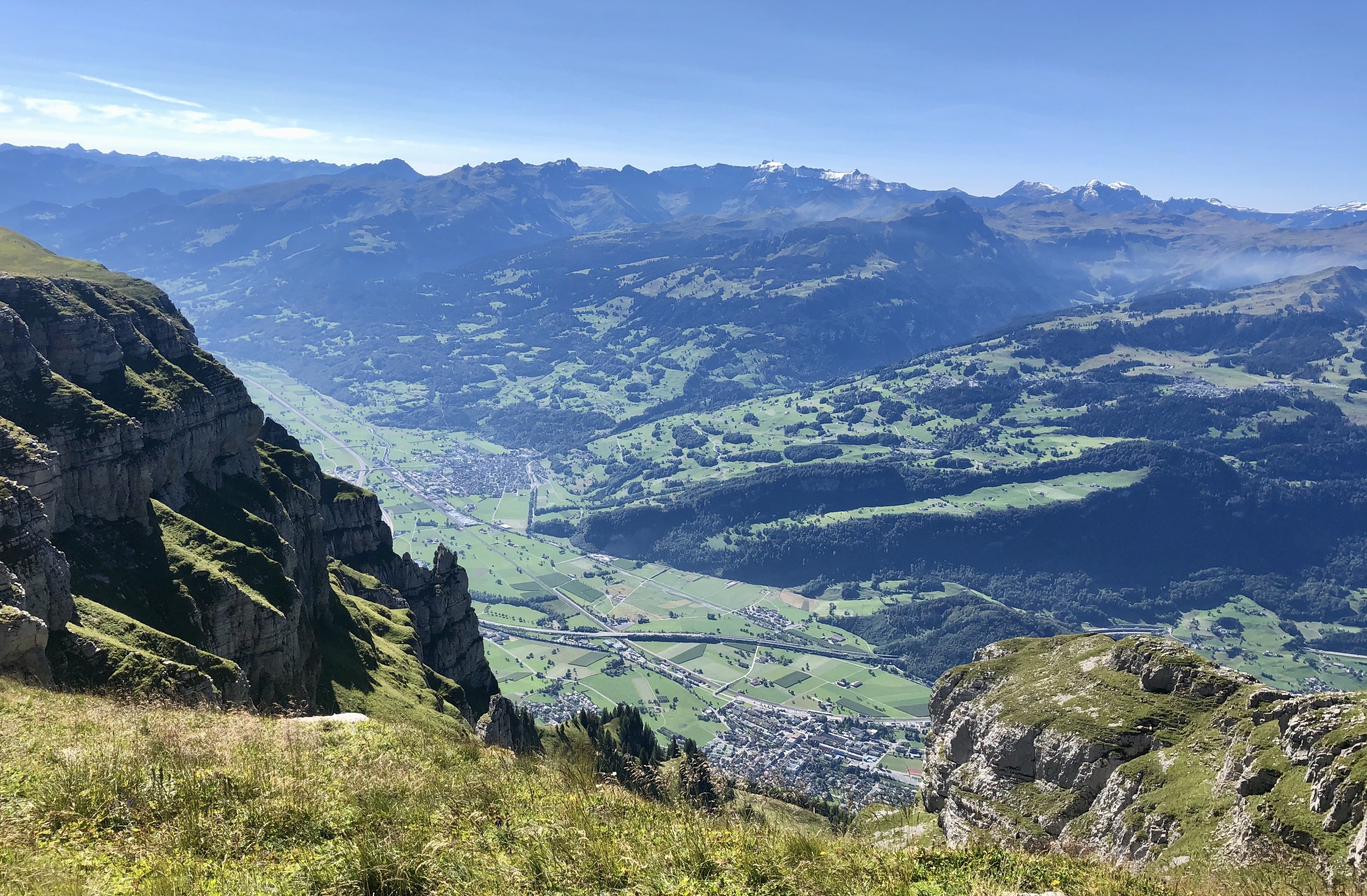
Seeztal, Blick von Walenstadt in Richtung Flums, 2020

Das Seeztal ist die Ebene östlich des Walensees in den Schweizer Alpen und Teil des Sarganserlandes.
In Sargans wirkt das Seeztal wie eine geradeaus in nordwestlicher Richtung weiterführende Abzweigung des Churer Rheintals, das sich hier als St. Galler Rheintal nach Nordosten wendet. In der Ebene bei Mels liegt die Wasserscheide zwischen Rhein und Limmatzufluss, mit 487 m über dem Meer eine der niedrigsten Wasserscheiden der Alpen.
Die Ortschaften im Seeztal sind Walenstadt, Mels, Heiligkreuz, Flums und Tscherlach.
Das Tal wird von der Seez durchflossen, die aus dem Weisstannental kommt und bei Mels in die Ebene tritt. Die Ebene wird von der Autobahn A3, der Bahnstrecke Ziegelbrücke-Chur und der 380-kV-Leitung Sils-Fällanden durchquert.